# قائمة أعمال علاء مرسي

## أفلام
- معالي ماما2022
- صندوق الدنيا
- الحوت الأزرق
- ريما
- دعدووش
- طباخ الريس[1]
- بوقة فقارة
- فوبيا
- هالو كايرو
- معتوق في بانكوك
- بلطية العايمة
- كركر
- عسكر في المعسكر
- كباريه
- ابقى قابني
- إوعى وشك
- فلاح في الكونجرس
- عندليب الدقي
- الطريق إلى إيلات
- شباب تيك أواي
- ميدو مشاكل
- معلش إحنا بنتبهدل
- هستيريا
- رسالة إلى الوالى
- جحيم امرأة
- يا أنا يا خالتي
- الفرح
- عودة مدرسة المشاغبين2
- عوكل
- ولاد البلد
- القرموطي في خط النار

## مسلسلات
- بناية هب الريح 2021
- النمر
- حمزة وبناته الخمسة
- ربيع الغضب
- لفلتة 2
- مسافر بلا هوية
- هيمه أيام الضحك والدموع
- إسماعيل يس (أبو ضحكة جنان)
- صج حظوط
- حلم الجنوبى (مسلسل)
- ليالي الحلمية
- من الذي لايحب فاطمة
- بوابة الحلونى
- هانم بنت باشا
- الشراقى
- ليل السرار
- سرايا عابدين
- ضبط وإحضار
- السيره الهلاليه (مسلسل)
- حارة الأصحاب
- شيكورونة

## من المسرحيات
- عائلة قرقيعان
- كوبرى الناموس
- مملكة الشحاتين
- جوز ولوز
- برلمان الستات
- مرسي عاوز كرسي
- قروب بوخلي (إخراج)
- الطرطنجي (إخراج وتمثيل)